# マドラス管区大学

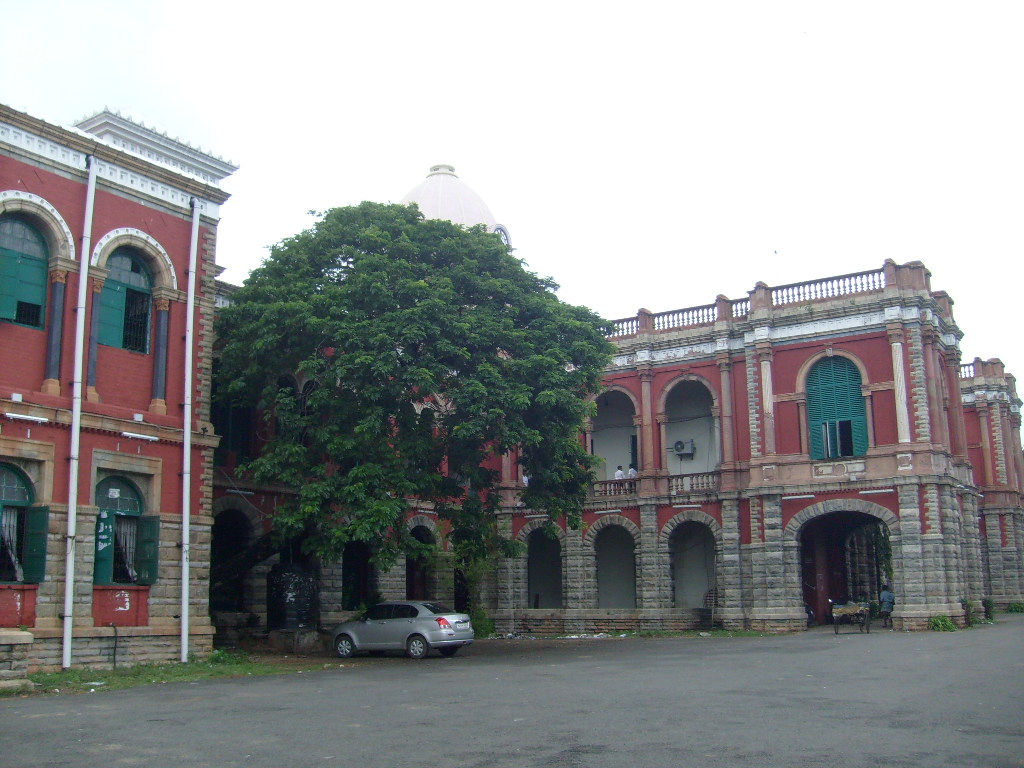
大学内の主要な建物

マドラス管区大学（マドラスかんくだいがく、Presidency College）は、インドのチェンナイにあるマドラス大学に属するカレッジで、マドラス大学の母体となった大学である。理学研究および芸術学において、優秀な研究成果を挙げていると評価されている。